# (200387) 2000 QM210
(200387) 2000 QM210 es un asteroide perteneciente al cinturón de asteroides descubierto el 31 de agosto de 2000 por el equipo del Lincoln Near-Earth Asteroid Research desde el Laboratorio Lincoln, Socorro, Nuevo México, Estados Unidos.

## Designación y nombre
Designado provisionalmente como 2000 QM210.

## Características orbitales
2000 QM210 está situado a una distancia media del Sol de 2,452 ua, pudiendo alejarse hasta 2,979 ua y acercarse hasta 1,926 ua. Su excentricidad es 0,214 y la inclinación orbital 2,079 grados. Emplea 1402,95 días en completar una órbita alrededor del Sol.

## Características físicas
La magnitud absoluta de 2000 QM210 es 17,2. 